# Ludovic Baal
Ludovic Baal (ur. 24 maja 1986 w Paryżu) – piłkarz z Gujany Francuskiej występujący na pozycji obrońcy we francuskim klubie Stade Rennais, do którego trafił latem 2015 roku.

## Kariera klubowa
Profesjonalną karierę Baal rozpoczął w klubie Le Mans FC, w którym występował do końca sezonu 2010/11. Latem 2011 roku podpisał umowę z RC Lens. W 2015 przeszedł do Stade Rennais.
| Sezon   | Klub          | Kraj    | Rozgrywki | Mecze | Bramki | Rozgrywki Europy | Mecze | Bramki |
| ------- | ------------- | ------- | --------- | ----- | ------ | ---------------- | ----- | ------ |
| 2007/08 | Le Mans FC    | Francja | Ligue 1   | 12    | 1      | -                | -     | -      |
| 2008/09 | Le Mans FC    | Francja | Ligue 1   | 15    | 0      | -                | -     | -      |
| 2009/10 | Le Mans FC    | Francja | Ligue 1   | 37    | 0      | -                | -     | -      |
| 2010/11 | Le Mans FC    | Francja | Ligue 2   | 37    | 2      | -                | -     | -      |
| 2011/12 | RC Lens       | Francja | Ligue 2   | 33    | 1      | -                | -     | -      |
| 2012/13 | RC Lens       | Francja | Ligue 2   | 33    | 0      | -                | -     | -      |
| 2013/14 | RC Lens       | Francja | Ligue 2   | 37    | 1      | -                | -     | -      |
| 2014/15 | RC Lens       | Francja | Ligue 1   | 18    | 0      | -                | -     | -      |
| 2015/16 | Stade Rennais | Francja | Ligue 1   | 22    | 0      | -                | -     | -      |
| 2016/17 | Stade Rennais | Francja | Ligue 1   | 33    | 0      | -                | -     | -      |
| 2017/18 | Stade Rennais | Francja | Ligue 1   | 0     | 0      | -                | -     | -      |

Stan na: 11 lipca 2017 r.

## Kariera reprezentacyjna
W reprezentacji Gujany Francuskiej zadebiutował 10 października 2012 roku w meczu Pucharu Karaibów z Trynidadem i Tobago. Wystąpił także w dwóch innych meczach wspomnianej imprezy - z Anguillą i Saint Kitts i Nevis.